# アーサー・バークス
アーサー・ウォルター・バークス（英: Arthur Walter Burks, 1915年10月13日 - 2008年5月14日）はアメリカの数学者、計算機科学者および哲学者。1940年代には世界初の汎用デジタルコンピューターENIACを設計したプロジェクトの首席技術者をつとめた。

## 若いころと教育
バークスはミネソタ州ダルースに生まれた。1936年、彼はインディアナ州GreencastleのDePauw大学で数学と物理学の学士号を取得し、1937年と1941年に、ミシガン州アナーバーのミシガン大学で哲学の修士号と博士号をそれぞれ取得した。

## ミシガン大学
1954年から1955年まで、バークスは米パース学会（the Charles S. Peirce Society）の会長を務めた。彼は『チャールズ・サンダース・パース著作集』（the Collected Papers of Charles Sanders Peirce）の、1958年に出版された最後の二巻（第7巻と第8巻）を編集した。

### 名誉教授として
1990年、バークスはミシガン大学のベントレー歴史図書館（Bentley Historical Library）に自分の論文の一部を寄贈した。研究者は同図書館でそれらの論文を利用することができる。2008年5月14日、バークスはアルツハイマー病の長い闘病生活の末に、ミシガン州アナーバーの養護施設で死去した。